# Media Independent Interface

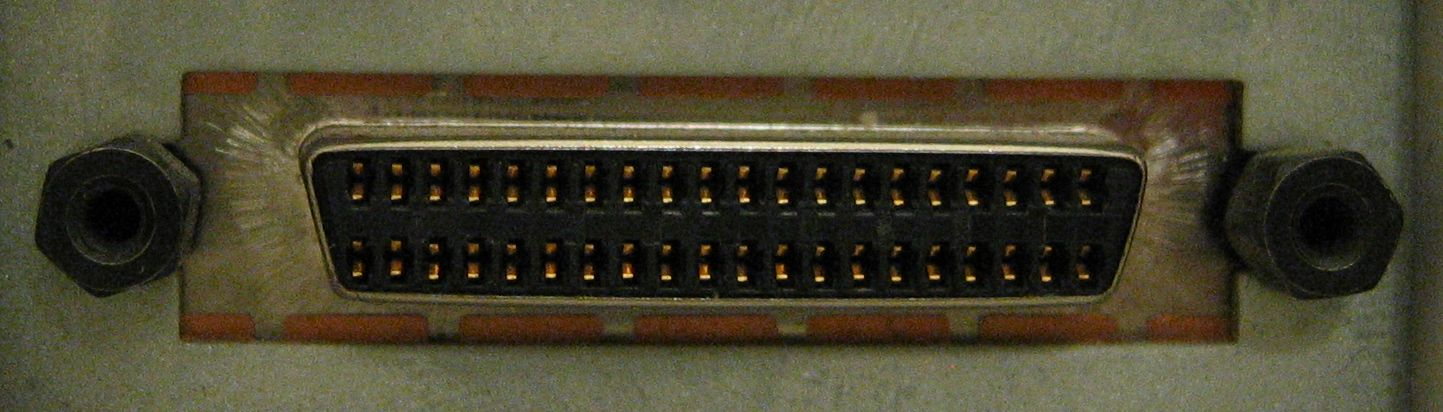
MII-connector van een Sun Ultra 1 werkstation

De media independent interface (MII) is een gestandaardiseerde parallelle interface die wordt gebruikt om de communicatie tussen de Media Access Control-laag (MAC) en de fysieke laag (PHY) van een Fast Ethernet-netwerkapparaat mogelijk te maken. De MII wordt gedefinieerd in IEEE 802.3 clausule 22 en is ontwikkeld om interoperabiliteit te waarborgen tussen verschillende fabrikanten van netwerkapparatuur, waaronder switches, routers, en netwerkkaarten.
Dankzij de MII kunnen verschillende soorten media zoals getwist paar of glasvezel gebruikt worden zonder de MAC-hardware opnieuw te ontwerpen of te vervangen. Met de MII kan de MAC-hardware verbonden worden met een externe PHY via een modulaire connector of rechtstreeks met een PHY-chip op dezelfde printplaat.
Er bestaan diverse varianten van de oorspronkelijke MII:
- Reduced media independent interface (RMII)
- Serial media independent interface (SMII)
- Gigabit media independent interface (GMII)
- Reduced gigabit media independent interface (RGMII)
- Serial gigabit media independent interface (serial GMII, SGMII)
- High serial gigabit media independent interface (HSGMII)
- Quad serial gigabit media independent interface (QSGMII)
- 10 gigabit media independent interface (XGMII)

## Media independent interface
De standaard media independent interface (MII) maakt deel uit van de IEEE 802.3u-standaard uit 1995. Het doel van deze interface is om een eenvoudige, goedkope en gemakkelijk te implementeren interconnectie te bieden tussen de Media Access Control (MAC)- en de fysieke (PHY) laag voor gegevensoverdracht met 10 of 100 Mbps. De MII werkt op 25 MHz, gegevens tussen MAC en PHY worden door de MII per 4 bits verstuurd.
Daarnaast biedt de MII ook een management data input/output (MDIO) seriële bus die gebruikt  wordt om instellingen uit te wisselen tussen MAC en PHY. Bij het opstarten kiezen twee verbonden apparaten met behulp van autonegotiatie de optimale gemeenschappelijke transmissieparameters zoals snelheid, half/full-duplex en flow control, tenzij die parameters manueel ingesteld worden via de MDIO.

## Reduced media independent interface
De reduced media independent interface (RMII) is een standaard die ontwikkeld werd in 1997 om het aantal signalen dat nodig is om een PHY op een MAC aan te sluiten te reduceren. Hierdoor kunnen de kosten en complexiteit van de netwerkhardware beperkt worden, wat vooral interessant is voor microcontrollers met ingebouwde MAC, FPGA's, switches en repeaters met meerdere poorten en chipsets voor gebruik op pc-moederborden.
De RMII werkt op 50 MHz. Om het aantal signalen te reduceren worden gegevens tussen MAC en PHY door de RMII per 2 bits verstuurd (of 1 bit bij een snelheid van 10 Mbps). Daarnaast werden enkele signalen geschrapt en worden andere signalen gecombineerd over één signaallijn via multiplexing.

## Gigabit media independent interface
De gigabit media independent interface (GMII) wordt gedefinieerd in IEEE 802.3 clausule 35 en maakte oorspronkelijk deel uit van de IEEE 802.3z-standaard voor Gigabit Ethernet uit 1998. De GMII definieert een interconnectie tussen de Media Access Control (MAC)- en de fysieke (PHY) laag voor gegevensoverdracht tot 1000 Mbps. De GMII is achterwaarts compatibel met de MII-specificatie en kan ook werken op snelheden van 10 of 100 Mbps.
De GMII werkt op 125 MHz, gegevens tussen MAC en PHY worden door de GMII per 8 bits verstuurd.

## Reduced gigabit media independent interface
Naar analogie met de RMII werd er voor Gigabit Ethernet in 2000 ook een reduced gigabit media independent interface (RGMII)-standaard ontwikkeld om het aantal signalen te beperken.
De RGMII werkt op 125 MHz. Om het aantal GMII-signalen te reduceren worden gegevens tussen MAC en PHY door de RGMII per 4 bits verstuurd. Daarnaast worden bepaalde signalen gecombineerd over één signaallijn via multiplexing.

## Serial gigabit media independent interface
De serial gigabit media independent interface (SGMII) is een variant van MII die gebruikt wordt voor Gigabit Ethernet, maar die ook op 10 of 100 Mbps kan werken.
De SGMII vormt de parallelle GMII om tot een seriële interface door gebruik te maken van differentiële paren met een klokfrequentie van 625 MHz DDR voor het zenden en ontvangen van gegevens en voor de kloksignalen. SGMII verschilt van GMII door zijn laag vermogen en het gereduceerd aantal signalen. Zender en ontvanger gebruiken elk één differentieel paar voor data en een ander differentieel paar voor de klok. Bij een snelheid van 10 of 100 Mbps wordt de data respectievelijk 100 of 10 keer gedupliceerd, zodat de kloksnelheid altijd 625 MHz blijft.

## High serial gigabit media independent interface
De high serial gigabit media independent interface (HSGMII) is functioneel vergelijkbaar met de SGMII, maar ondersteunt snelheden tot 2,5 Gbps.

## Quad serial gigabit media independent interface
De quad serial gigabit media independent interface (QSGMII) combineert vier SGMII-lijnen tot een 5 Gbps-interface. QSGMII maakt net als SGMII, gebruik van differentiële signalering met een laag vermogen voor het zenden en ontvangen van gegevens. QSGMII gebruikt aanzienlijk minder signaallijnen dan vier afzonderlijke SGMII-verbindingen.

## 10 Gigabit media independent interface
De 10 gigabit media independent interface (XGMII) wordt gedefinieerd in IEEE 802.3 clausule 46 en maakte oorspronkelijk deel uit van de IEEE 802.3ae-standaard voor 10 Gigabit Ethernet uit 2002. De XGMII definieert een interconnectie tussen de Media Access Control (MAC)- en de fysieke (PHY) laag voor gegevensoverdracht tot 10 Gbps, maar kan ook werken op 2,5 en 5 Gbps. XGMII was oorspronkelijk bedoeld om full-duplex 10GbE-poorten te verbinden met elkaar of met andere componenten op een printplaat, maar wordt bijna uitsluitend gebruikt voor verbindingen in een chip. Connecties op de printplaat worden gerealiseerd met XAUI.
De XGMII werkt op 156,25 MHz, gegevens tussen MAC en PHY worden door de XGMII per 32 bits verstuurd. De XGMII maakt gebruik van een vier-bits-"transmit control" (TXC)- en een vier-bits-"receive control" (RXC)-kanaal. Het TXC-kanaal geeft aan of er gegevens of controlekarakters klaar staan voor verzending. Het RXC-kanaal geeft aan of er gedecodeerde gegevens of controlekarakters van de PHY binnenkomen.